# Стеске
Стеске (словен. Steske) — поселення в общині Нова Гориця, Регіон Горишка, Словенія. Висота над рівнем моря: 191,6 м.